# 캄폴리델몬테타부르노
캄폴리델몬테타부르노(이탈리아어: Campoli del Monte Taburno)는 이탈리아 캄파니아주 베네벤토도의 코무네다. 나폴리로부터 북동쪽 45km, 베네벤토 서쪽으로 11km 거리에 있다.